# جون ثورنتون
جون ثورنتون (بالإنجليزية: John Thornton)‏ (16 يناير 1835 في المملكة المتحدة - 15 ديسمبر 1919 في أستراليا) هو لاعب كريكت أسترالي. لعب مع فريق فكتوريا للكريكت.

## وصلات خارجية
- جون ثورنتون على موقع إي آس بي آن كريك إنفو (الإنجليزية)